# 安氏犁頭鰩
安氏犁頭鰩（學名：Rhinobatos annandalei），又稱安氏琵琶鱝，為軟骨魚綱犁頭鰩目犁頭鰩科犁頭鰩屬的其中一種，被IUCN列為極危保育類動物，分布於印度洋阿曼至安達曼海海域，深度40至90公尺，本魚體延長而平扁，吻寬短而呈三角形，寬度為體長的38–44%，長度為寬度的 1.1–1.2倍；吻部較短，長為氣孔間距的2.5-2.8倍，眶間寬的3.5-3.9倍，兩個氣孔，最外層褶稍高於內層褶，鰓前感覺孔系統明顯，向後延伸至第一鰓裂的邊緣，齒細小而多，舖石狀排列，上顎有126–130排牙齒，背鰭兩個，位於尾部，幾乎完全呈褐色或灰色；背盤褐色或灰色，有對稱分佈的白色小斑點，腹盤和尾部顏色白色，體長可達89公分，體重可達2.4公斤，棲息於沿海海域及河口，為底棲性魚類，肉食性，卵胎生，生活習性不明。